# Борки (Великобагачанский район)
Бо́рки (укр. Бірки) — село,
Борковский сельский совет,
Великобагачанский район,
Полтавская область,
Украина.
Код КОАТУУ — 5320281001. Население по переписи 2001 года составляло 508 человек.
Является административным центром Борковского сельского совета, в который, кроме того, входят сёла
Баланды,
Вишняковка,
Стенки и
Киричаи.

## Географическое положение
Село Борки находится на левом берегу реки Псёл,
выше по течению на расстоянии в 1 км расположено село Белоцерковка,
ниже по течению на расстоянии в 1 км расположено село Стенки.
Рядом с селом протекает река Гнилица.

## История

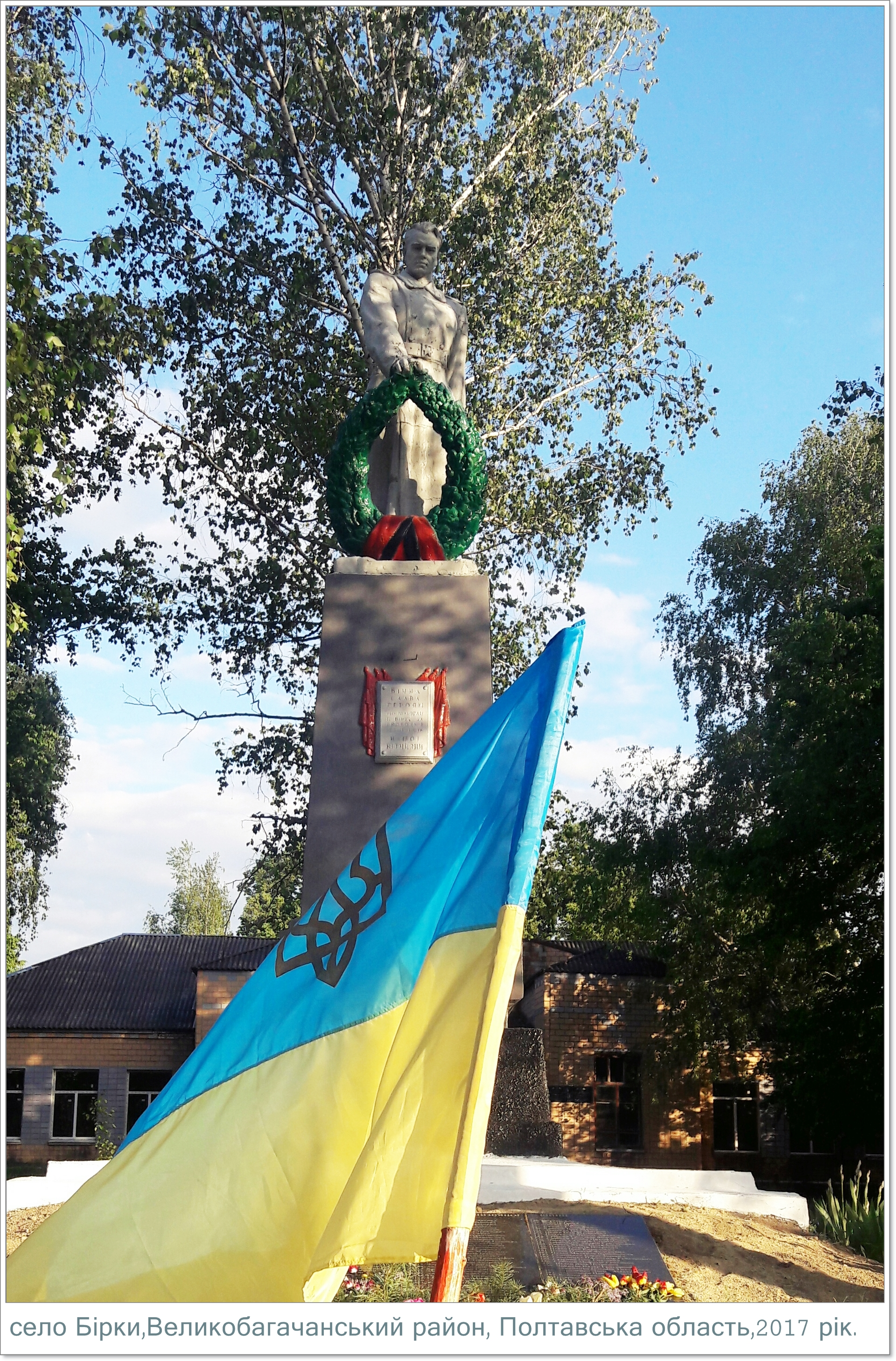
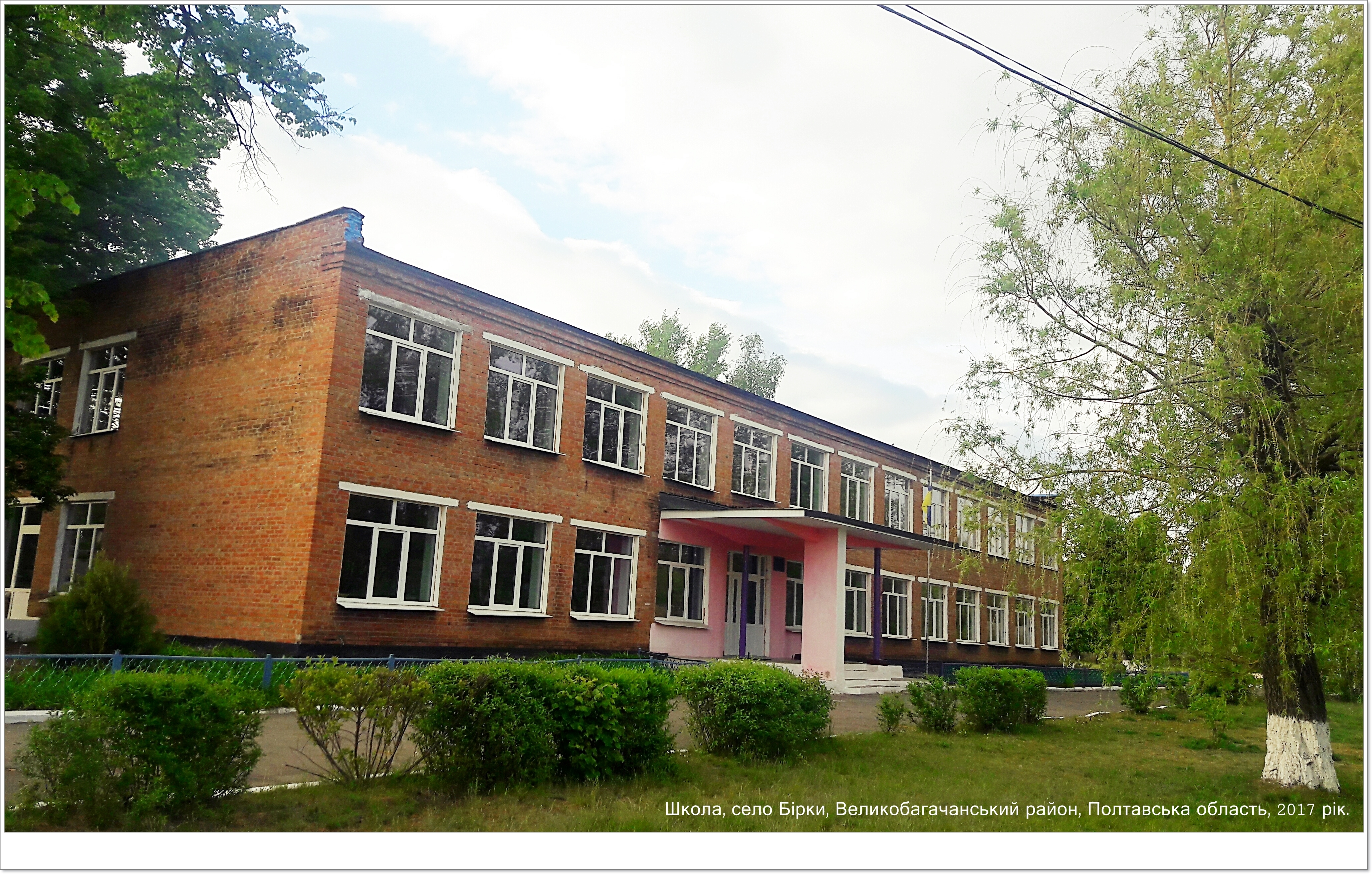
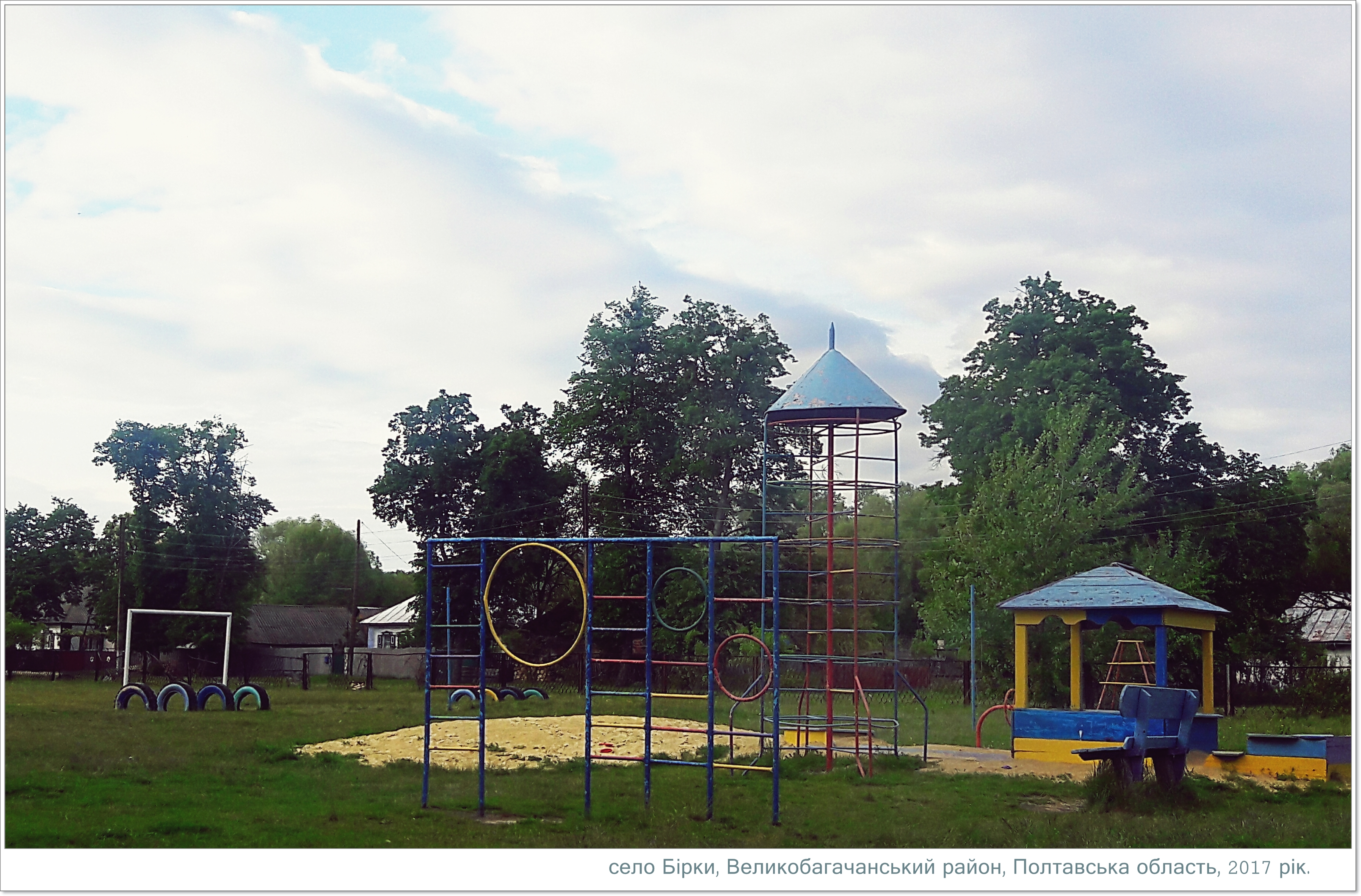
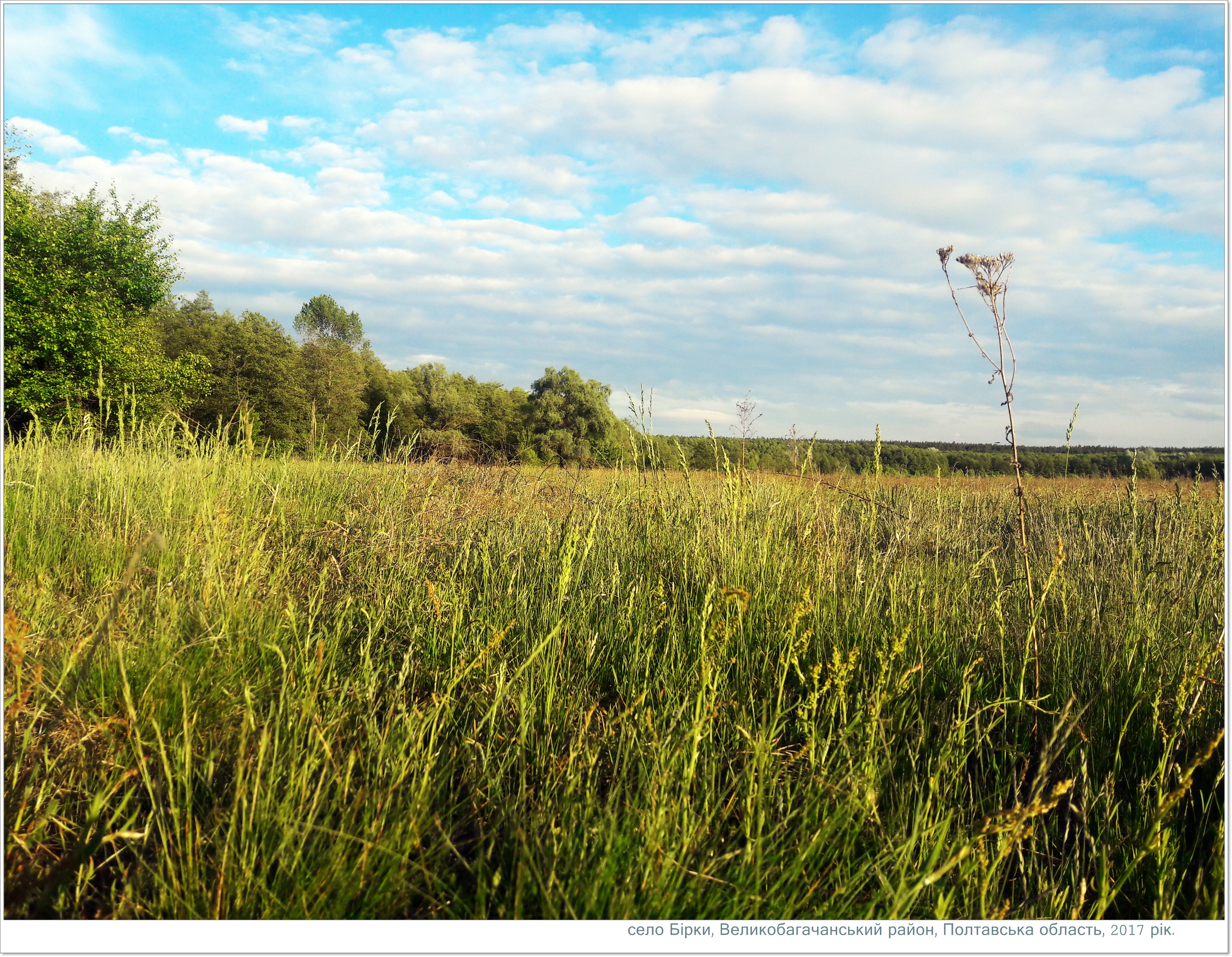
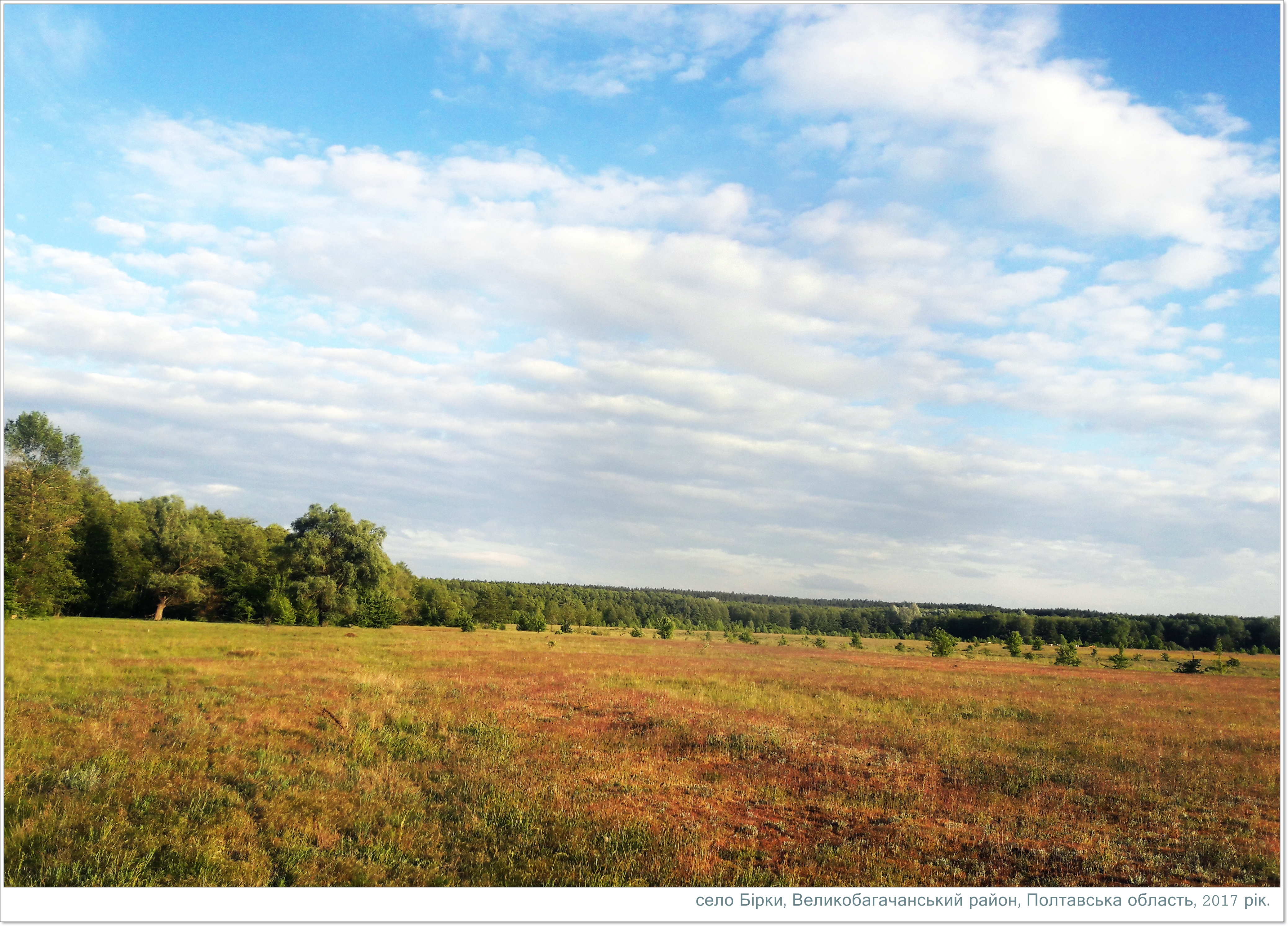

- 1729 — дата основания.